# Ibrahim ibn Sinan
Ibrāhīm ibn Sinān b. Thābit b. Qurra (in arabo ابراهيم بن سنان بن ثابت بن قرة‎?; Baghdad, 908 – Baghdad, 946) è stato un astronomo e matematico arabo musulmano iracheno.
Figlio di Sinān ibn Thābit, era nipote di Thābit ibn Qurra e studiò Matematica, Geometria e Astronomia a Harran. approfondendo il problema di Geometria analitica della tangente e del cerchio.
Studiò anche la quadratura della parabola e la teoria degli integrali, ampliando il lavoro di Archimede, all'epoca non disponibile. Viene spesso citato come uno dei più importanti matematici del suo tempo.